# Prateik Babbar
Prateik Babbar (Mumbai, 28 novembre 1986) è un attore indiano.
È il figlio dell'attrice Smita Patil e dell'attore diventato successivamente politico Raj Babbar.

## Carriera
Inizialmente Prateik assistette il regista di pubblicità Prahlad Kakkar per un anno. Durante questo periodo, recitò in diverse pubblicità per aziende, inclusa la KitKat.
Prateik fece il suo debutto come attore nel film prodotto da Aamir Khan intitolato Jaane Tu Ya Jaane Na, accanto a Imran Khan e Genelia D'Souza. In questo film ha interpretato il fratello di Genelia, Amit, vincendo diversi premi. Successivamente apparse nel film di Kiran Rao, Dhobi Ghaat, che riscontrò opinioni positive nei festival cinematografici di tutto il mondo. Ha recitato nel thriller - azione Dum Maro Dum accanto a Abhishek Bachchan e Rana Daggubati. Ha recitato accanto a star come Amitabh Bachchan, Saif Ali Khan, Deepika Padukone e Manoj Bajpai nel film di Prakash Jha Aarakshan, uscito nei cinema nell'agosto del 2011.

## Vita Personale
Prateik Babbar è nato il 28 novembre del 1986, è il figlio dell'attrice Smita Patil e dell'attore-politico Raj Babbar. Sua madre morì a causa di complicazioni dopo averlo concepito.
Il ragazzo è stato cresciuto dalla nonna materna dopo la morte di sua madre, perché il padre ritornò con la sua prima moglie Nadira Babbar. Ha avuto una relazione con Melwani Hanisha, la quale successivamente avrebbe messo fine al loro rapporto poiché Prateik era troppo possessivo.
Non ha buoni rapporti con il fratello Aarya tanto da dichiarare in un'intervista che ritiene Abhishek Bachchan suo fratello maggiore, da tale dichiarazione Aarya ne rimase notevolmente ferito. Ha avuto una relazione anche con l'attrice britannica Amy Jackson, incontrata sul set del film Ekk Deewana Tha, ma la loro relazione si concluse dopo più di un anno, l'11 agosto 2012.

## Filmografia
- Jaane Tu... Ya Jaane Na (2008)
- Dhobi Ghaat (2011)
- Dum Mark Dum (2011)
- Aarakshan (2011)
- My Friend Pinto (2011)
- Ekk Deewana Tha (2012)
- Umrika (2013)
- Baaghi 2 (2018)